# Glabella lucani
Glabella lucani là một loài ốc biển, là động vật thân mềm chân bụng sống ở biển trong họ Marginellidae, họ ốc mép.

## Miêu tả
Loài này có kích thước giữa 11 mm và 15 mm

## Phân bố
Chúng phân bố ở Đại Tây Dương dọc theo Angola.